# Massacro dei Latini
Il massacro dei Latini fu un massacro su larga scala dei cittadini cattolici (o Latini) di Costantinopoli, la capitale dell'Impero bizantino, compiuto dalla popolazione cristiana ortodossa della città nel maggio 1182.
A quell'epoca i cattolici dominavano i traffici marittimi e il settore finanziario di Costantinopoli. Anche se non sono disponibili dati precisi, il grosso della popolazione latina, stimata in circa 60000 persone, fu ucciso o costretto a fuggire. La comunità genovese e quella pisana furono le più colpite, mentre circa 4000 superstiti furono venduti ai Turchi Selgiuchidi come schiavi.
Il massacro peggiorò ulteriormente i rapporti tra la Chiesa cattolica e quella ortodossa e fu seguito da una serie di ostilità tra le due parti.

## Contesto
Sin dal tardo undicesimo secolo mercanti occidentali, provenienti soprattutto da Genova, Venezia e Pisa, avevano iniziato a diffondersi a Oriente. I primi erano stati i veneziani, che si erano assicurati delle vantaggiose concessioni mercantili dall'imperatore bizantino Alessio I Comneno. Estensioni successive di questi privilegi e la debolezza della marina bizantina fecero sì che Venezia esercitasse di fatto un monopolio sui traffici marittimi dell'Impero, soffocandone l'economia.
Manuele I Comneno, nipote di Alessio I, cominciò a ridurre i privilegi di Venezia e concluse accordi commerciali con le rivali Genova, Pisa e Amalfi, nel tentativo di ridurre l'influenza dei veneziani. Gradualmente a tutte e quattro le città fu consentito di creare dei propri quartieri nella parte settentrionale di Costantinopoli, verso il Corno d'Oro.
Il predominio dei mercanti italiani causò disordini economici e sociali a Bisanzio: accelerò il declino dei mercanti locali indipendenti in favore di grandi esportatori, che si legarono con l'aristocrazia terriera, che a sua volta iniziò ad accumulare grandi possedimenti. Questo, insieme all'arroganza percepita degli italiani, causò del risentimento popolare soprattutto da parte delle classi medie e basse, sia nelle campagne che nelle città.
Il problema fu ulteriormente esasperato dalle differenze religiose dei due schieramenti, che si accusavano reciprocamente di essere scismatici. Gli italiani dimostrarono di essere fuori dal controllo delle autorità imperiali: nel 1162, per esempio, i pisani ed alcuni veneziani saccheggiarono il quartiere genovese, causando parecchi danni alla città. Di conseguenza l'imperatore Manuele espulse i genovesi ed i pisani dalla città, lasciando campo libero ai veneziani per diversi anni.
Tuttavia, nei primi mesi del 1171, quando i veneziani attaccarono il quartiere genovese, distruggendone una buona parte, l'imperatore si vendicò ordinando l'arresto in massa di tutti i veneziani sul territorio dell'impero e la confisca dei loro beni. Una seguente spedizione punitiva veneziana nell'Egeo fallì: un assalto diretto era reso impossibile dalla potenza delle forze bizantine e i veneziani intavolarono delle trattative, che furono rallentate volontariamente dall'imperatore. Mentre i colloqui proseguivano durante l'inverno, la flotta veneziana rimaneva in attesa a Chio, fino a quando lo scoppio di un'epidemia di peste la costrinse alla ritirata.
Venezia e l'Impero rimasero in guerra, con i veneziani che evitarono prudentemente lo scontro diretto, finanziando rivolte dei serbi, assediando Ancona, l'ultimo caposaldo bizantino in Italia, e stringendo accordi con il normanno Regno di Sicilia. Le relazioni si stabilizzarono solo gradualmente: esistono prove di un trattato nel 1179, ma solo a metà del decennio successivo ci fu un totale recupero dei rapporti amichevoli. Nel frattempo, genovesi e pisani approfittarono della guerra con Venezia e si stima che entro il 1180 la popolazione latina a Costantinopoli avesse raggiunto le 60000 unità.

## Morte di Manuele I e massacro
In seguito alla morte di Manuele I nel 1180, la sua vedova Maria d'Antiochia fece da reggente per il figlio minorenne Alessio II Comneno. La sua reggenza, nota per i favoritismi ai mercanti occidentali e ai grandi proprietari terrieri, fu rovesciata nell'aprile 1182 da Andronico I Comneno, che fu accolto, al suo ingresso in città, da un'ondata di supporto popolare. Quasi immediatamente i festeggiamenti degenerarono in violenza contro gli odiati latini, e dopo essere entrata nel quartiere latino la folla cominciò ad attaccarne gli abitanti.
Molti avevano previsto gli eventi ed erano scappati via mare. Il massacro fu indiscriminato: non furono risparmiati né donne né bambini, e persino i malati latini che giacevano in ospedale furono assassinati. Case, chiese e istituti di carità furono saccheggiati. Gli uomini di Chiesa cattolici furono particolarmente colpiti e il legato pontificio, il cardinale Giovanni, fu decapitato e la sua testa fu trascinata per le strade attaccata alla coda di un cane.
Nonostante Andronico non avesse tendenze anti-occidentali, lasciò che il massacro andasse avanti incontrollato. Qualche anno più tardi lo stesso Andronico I fu deposto, consegnato alla popolazione di Costantinopoli, torturato e ucciso da soldati latini nei pressi dell'Ippodromo di Costantinopoli.

## Conseguenze
Il massacro peggiorò ulteriormente la reputazione dei bizantini in Occidente e, nonostante i trattati commerciali tra Bisanzio e gli stati latini riprendessero presto, l'ostilità latente continuò ad esistere, portando ad una catena di ostilità crescenti: nel 1185 una spedizione normanna al comando di Guglielmo II di Sicilia saccheggiò Tessalonica, la seconda città dell'Impero, mentre sia Federico Barbarossa che il suo successore Enrico VI minacciarono di attaccare Costantinopoli.
Il peggioramento delle relazioni culminò nel brutale sacco di Costantinopoli del 1204 nell'ambito della quarta crociata, che portò alla separazione permanente della Chiesa ortodossa da quella cattolica. Il massacro di per sé, tuttavia, rimase un fatto poco noto, tanto che lo storico cattolico Warren Carrol scrisse che "gli storici che, eloquenti e indignati - non senza ragione - evocano il sacco di Costantinopoli [...] menzionano raramente, se non mai, il massacro dei latini nel [...] 1182".